# Chunghwa Post
Chunghwa Post — тайваньская почтовая служба, также предоставляющая страховые и банковские услуги.

## История

Почтовый флаг Тайваня (1946–)

Почтовая служба Тайваня была создана в 1888 году указом губернатора провинции Тайвань, но уже в 1895 году остров отошёл Японии, создавшей свои почтовые организации. Имперская почта Китая была основана 20 марта 1896 года как отделение таможенной службы (контролируемой иностранцами, в частности сэром Робертом Хартом). В 1911 году почта перешла в подчинение Министерства транспорта и коммуникаций, а в 1912 году с установлением в Китае республики, её название было изменено на Chunghwa Post («Чунхуа» — одно из названий Китая). В 1930 году почта начала принимать сберегательные вклады, а с 1936 года начала заниматься страхованием жизни. С созданием КНР руководство Chunghwa Post переехало на остров Тайвань, и этим островом её деятельность и ограничивается.
В 2003 году почтовая служба была реорганизована из ведомства в акционерную компанию, единственным её акционером является Министерство транспорта и коммуникаций.

## Деятельность
Выручка за 2020 год составила 245 млрд новых тайваньских долларов, из них 119 млрд пришлось на страховые премии по страхованию жизни, 626 млрд — на продажу филателистской продукции. Баланс сберегательных счетов составил 63,85 трлн долларов. На конец 2020 года у почты было 2180 почтовых отделений.
Основные отделы компании включают отдел почтовых операций, отдел филателии, музей почты, отдел сберегательных вкладов, отдел страхования жизни, отдел операций с недвижимостью.

### Галерея

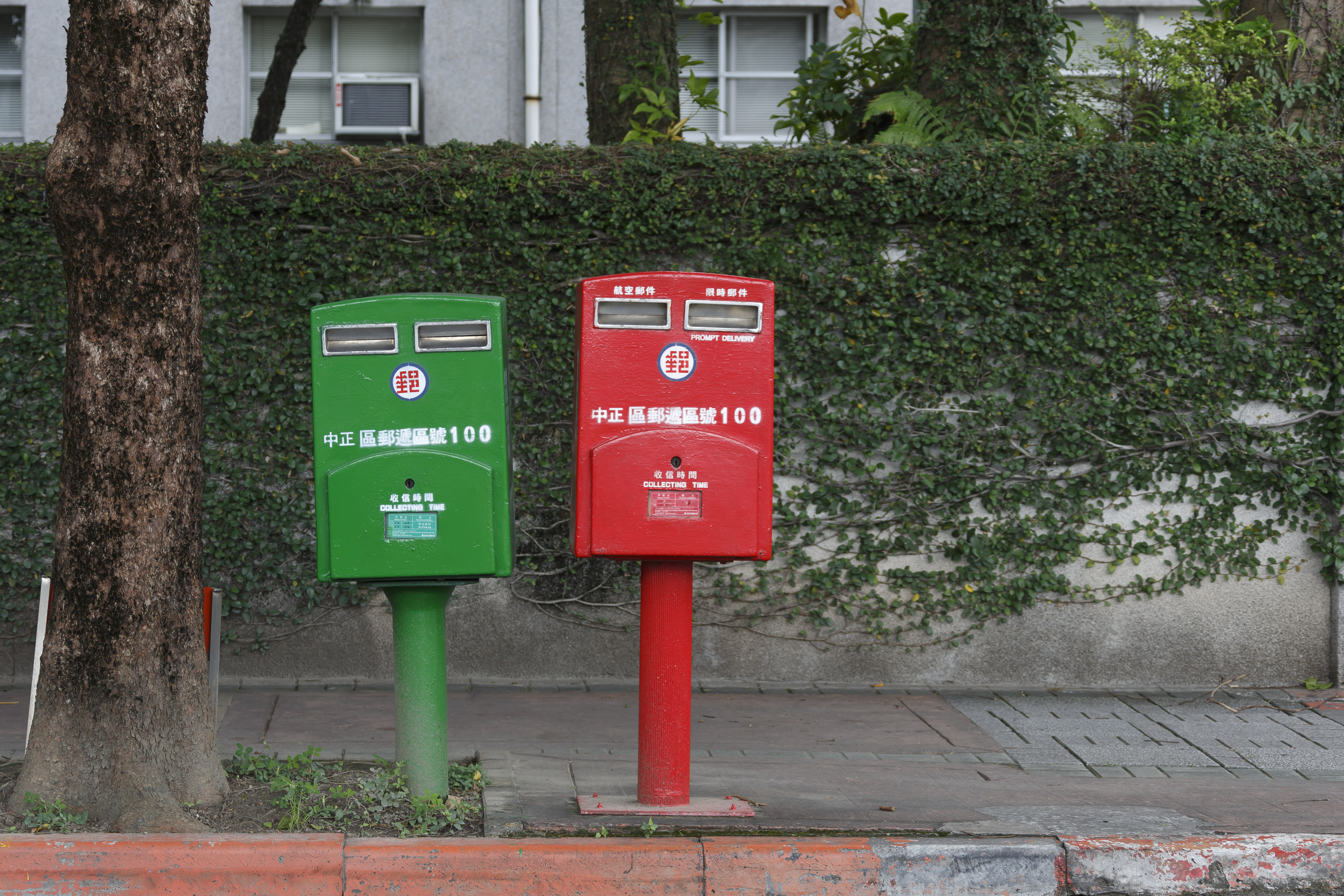
Почтовые ящики
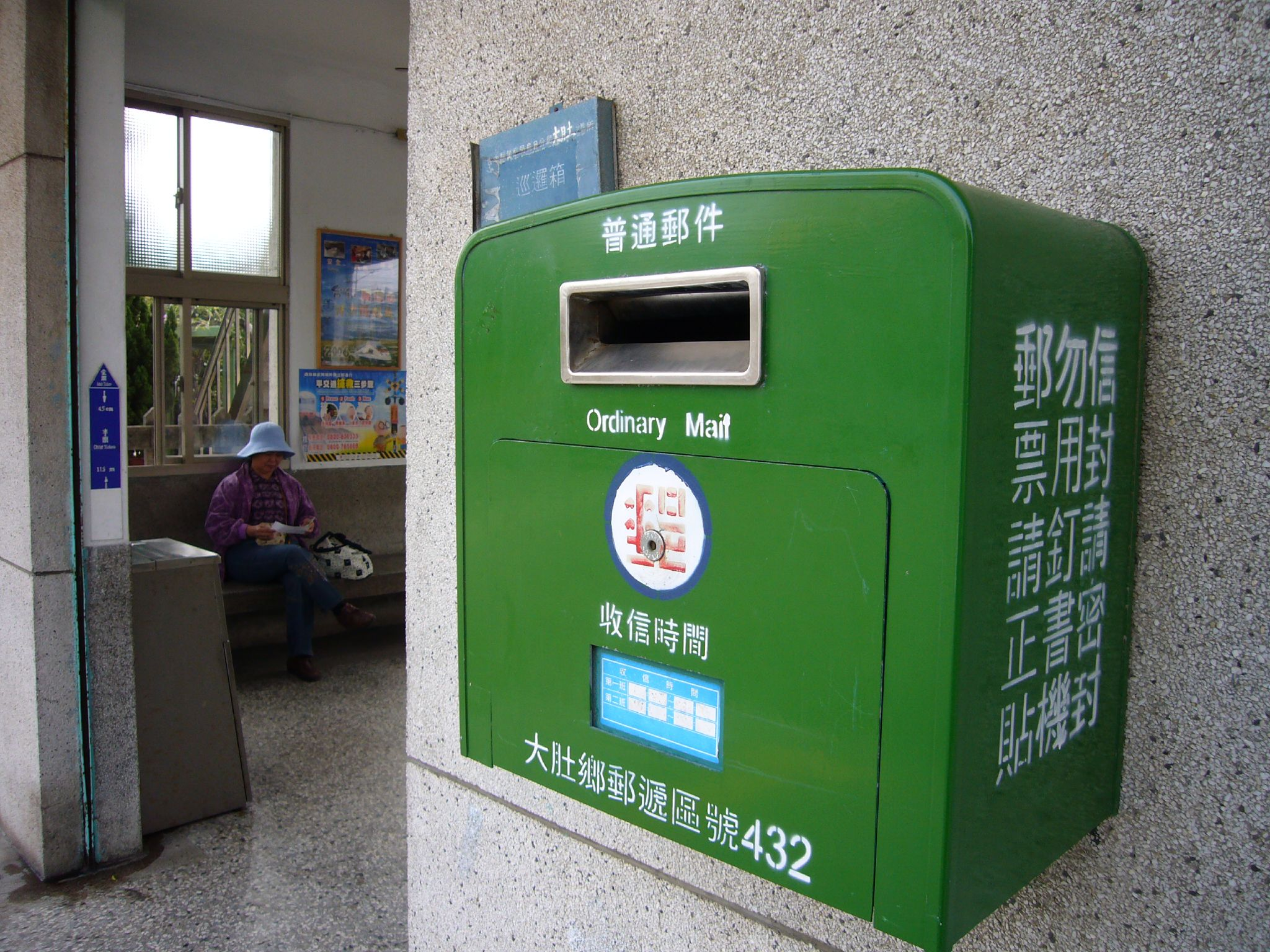
Стандартный почтовый ящик
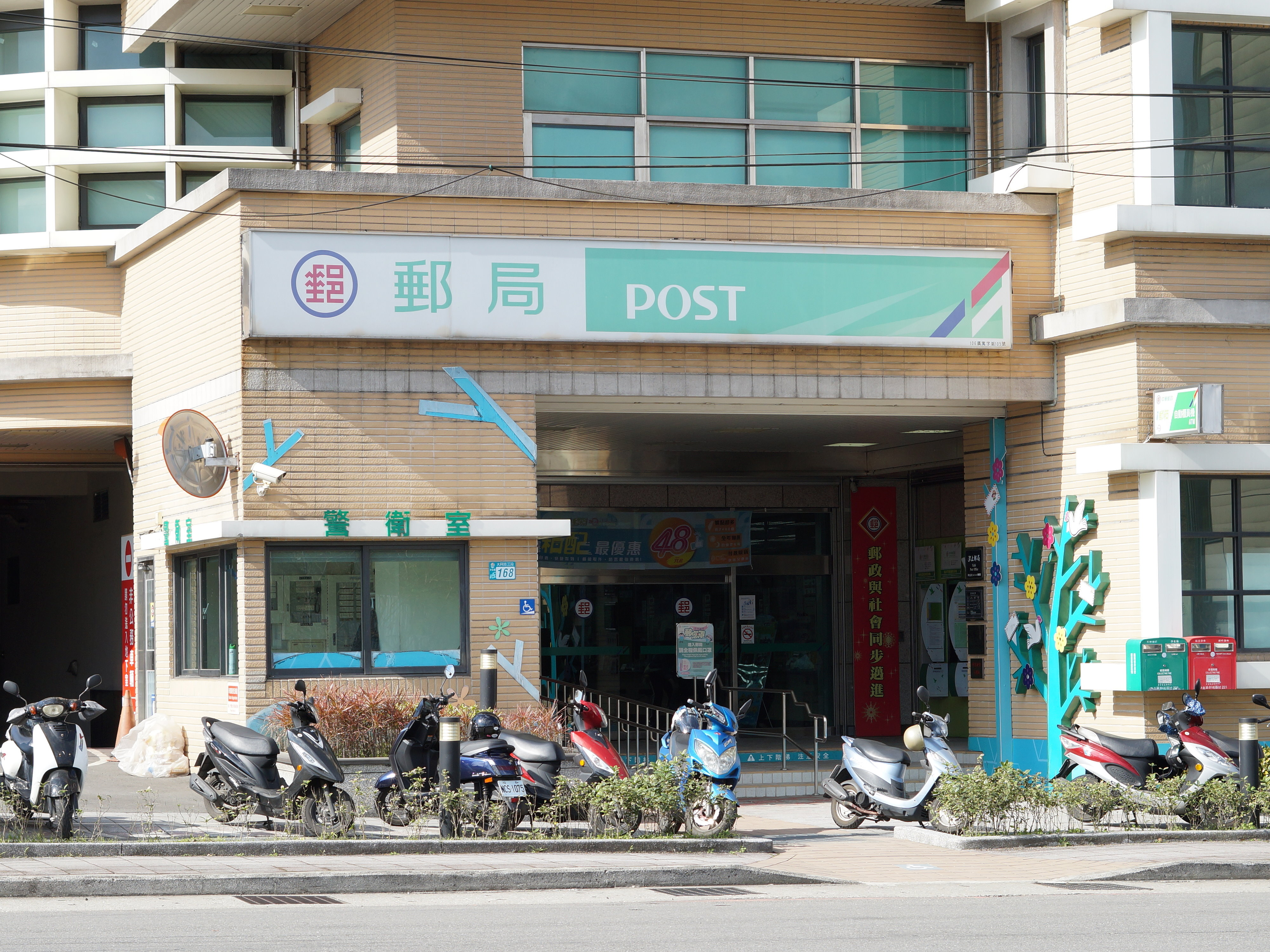
Почтовое отделение, Новый Тайбэй
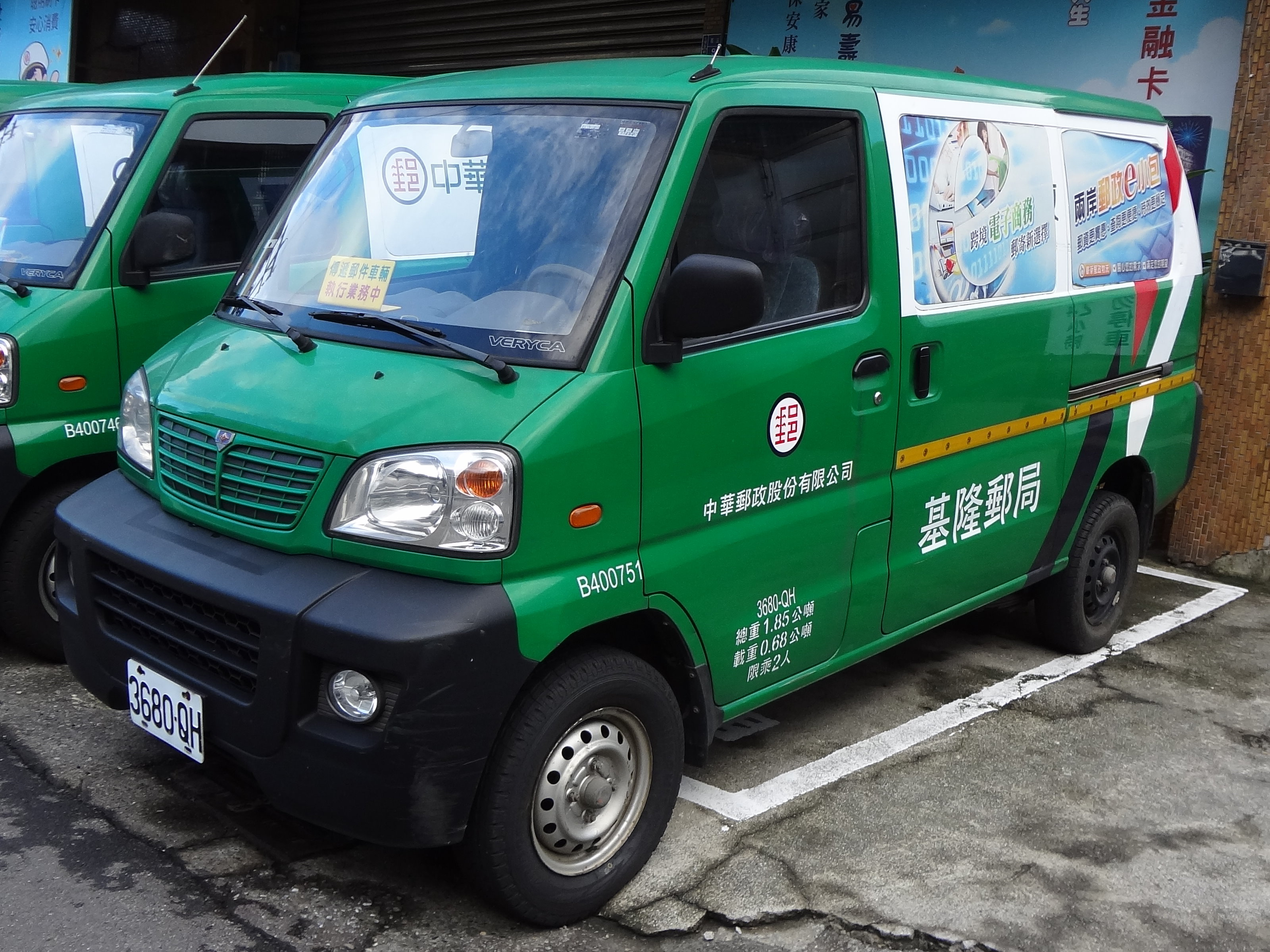
Почтовый грузовик
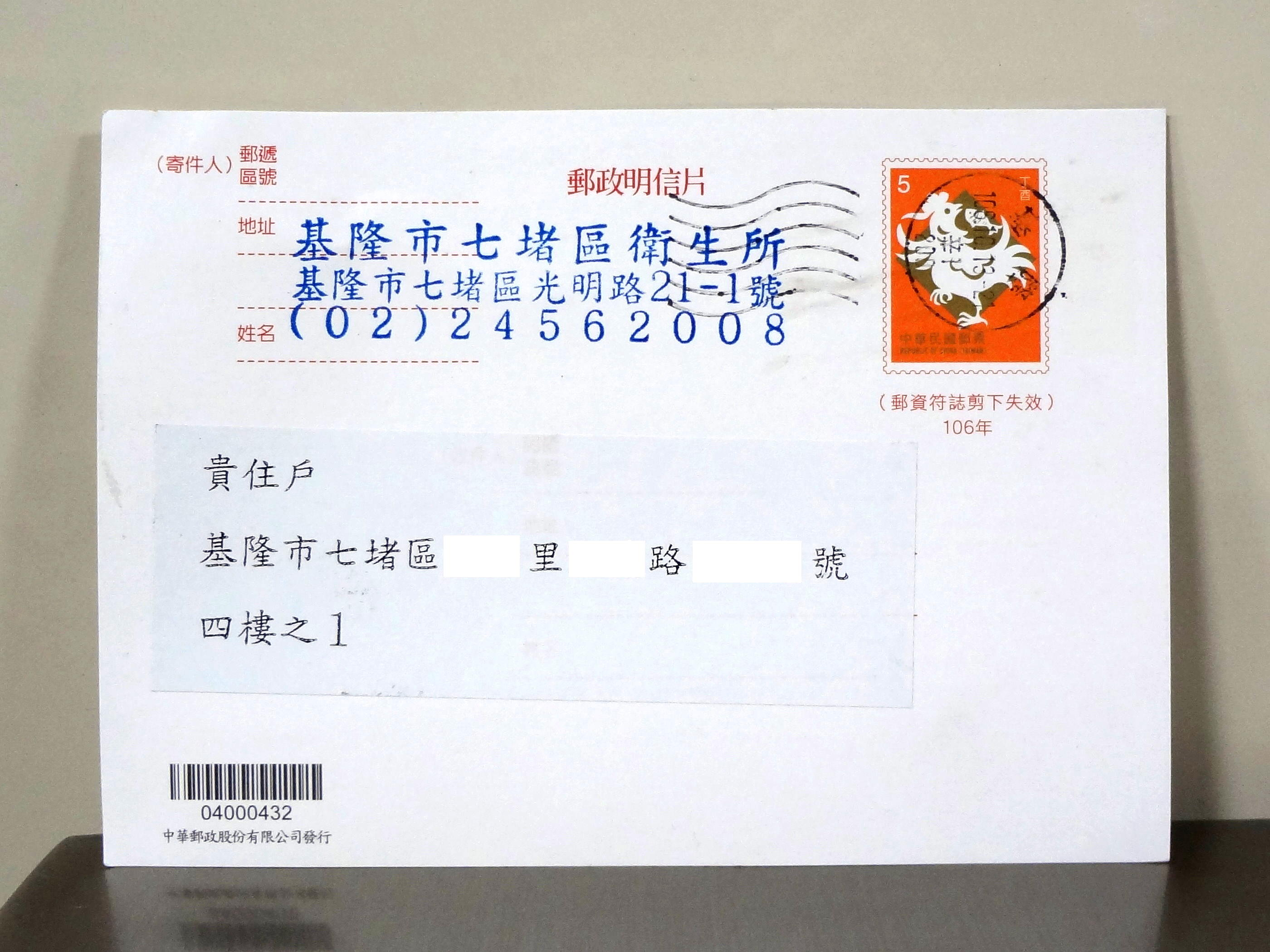
Почтовая открытка